# 金羅斯 (愛荷華州)
金羅斯（英語：Kinross）是一個位於美國愛荷華州基奧卡克縣的城市。

## 地理
金羅斯的座標為41°27′34″N 91°59′15″W / 41.45944°N 91.98750°W，而該地的平均海拔高度為251米（即853英尺）。

## 人口
根據2010年美國人口普查的數據，金羅斯的面積為0.52平方千米，當中陸地面積為0.52平方千米，而水域面積為0.00平方千米。當地共有人口73人，而人口密度為每平方千米140人。